# Симонов, Юрий Антонович
Юрий Антонович Симонов — российский физик, доктор физико-математических наук, заведующий лабораторией ИТЭФ.
Родился 6 июня 1934 года.
В 1958 году окончил МИФИ (с 2009 года — Национальный исследовательский ядерный университет «МИФИ»). Ученик Исаака Яковлевича Померанчука. В 1963 г. защитил кандидатскую диссертацию «Аналитичность и унитарность в теории элементарных частиц».
Работал в ИТЭФ, заведующий лабораторией теории ядра и элементарных частиц.
Доктор физико-математических наук. Докторская диссертация:
- Метод многомерных гармоник в теории связанных состояний ядер : диссертация … доктора физико-математических наук : 01.00.00. — Москва, 1970. — 326 с. : ил.

Сферы научных интересов — физика ядра и элементарных частиц, квантовая хромодинамика (с 1981 г.).
Лауреат премии им. Померанчука 2016 года.
В статье «Либерализм и христианство» («Новый мир», 1999, № 2) выступил с критикой антиклерикализма и атеизма.
Сочинения:
- Квантомеханическая теория потенциального взаимодействия трех и более частиц [Текст] / Ю. А. Симонов, Е. Л. Сурков. — Москва : [б. и.], 1971. — 131 с. : ил.; 25 см. — (Вопросы структуры ядра (Конспекты лекций)/ М-во высш. и сред. спец. образования СССР. Моск. инж.-физ. ин-т).
- Дубовиков М С, Симонов Ю А «Распад резонансных состояний и определение их квантовых чисел» УФН 101 655—696 (1970)
- Analytic properties of the partial amplitudes in the tree-body problem [Текст] / L.D. Blokhintsev, Yu.A. Simonov. — Moscow : [б. и.], 1978. — 55 с.; 26 см. — (Inst/ of theoretical and experimental physics. Publications; ITEP33).
- Nucleon-antinucleon resonances and the annihilation in the framework of the generalized opticla model [Текст] / M.I. Polikarpov, Yu. A. Simonov. — Moscow : [б. и.], 1978. — 50 с. : ил.; 26 см. — (Institute of theoretical a. experimental physics. Publications; ITEP-162).
- On the resonances and the pseudoresonances in the KN and KN system [Текст] / I.M. Narodesky, Yu.A. Simonov. — Moscow : [б. и.], 1978. — 15 с.; 25 см. — (Издания / Inst. of theoretical and experimental physics; ITEP-104).
- Dispersion — like treatment of a three-particle spectrum [Текст] / I.L. Grach, Yu.A. Simonov, M.Zh. Shmaticov. — Moscow : [б. и.], 1978. — 39 с.; 26 см. — (Inst. of theoretical and experimental physics. ITEP; 118).